# آدم سنكلير
آدم سنكلير (بالإنجليزية: Adam Sinclair)‏ هو ممثل بريطاني، ولد في 18 أبريل 1977 في المملكة المتحدة.

## وصلات خارجية
- آدم سنكلير على موقع IMDb (الإنجليزية)
- آدم سنكلير على موقع قاعدة بيانات الفيلم (الإنجليزية)